# بلبان
بلبان هي قرية في مقاطعة خوي، إيران. يقدر عدد سكانها بـ 258 نسمة بحسب إحصاء 2016.